# Marysin (gmina Rejowiec)
Marysin – wieś w Polsce położona w województwie lubelskim, w powiecie chełmskim, w gminie Rejowiec.
W latach 1975–1998 miejscowość należała administracyjnie do województwa chełmskiego.
Wieś stanowi sołectwo gminy Rejowiec. Według Narodowego Spisu Powszechnego (III 2011 r.) liczyła 242 mieszkańców i była dziewiątą co do wielkości miejscowością gminy Rejowiec.
Wierni Kościoła rzymskokatolickiego należą do parafii św. Jozafata Kuncewicza w Rejowcu.